# Залогское муниципальное образование
Залогское муниципальное образование — муниципальное образование со статусом сельского поселения в
Качугском районе Иркутской области России. Административный центр — поселок Залог.

## Демография
По результатам Всероссийской переписи населения 2010 года
численность населения муниципального образования составила 308 человек, в том числе 141 мужчина и 167 женщин.

## Населённые пункты
В состав муниципального образования входят населённые пункты:
- Залог
- Болото
- Чанчур